# Paul Féval (pare)
Paul Henri Corentin Féval, Pare (Rennes, 29 de setembre de 1816 - París, 8 de març de 1887) fou un escriptor i dramaturg francès.

## Biografia
Va ser l'autor de novel·les populars d'espadatxins, com Le Loup Blanc (1843) i el perenne supervendes Le Bossu (1857). També va escriure les seminals novel·les de vampirs Le Chevalier Ténèbre (1860), La Vampire (1865) i La Ville Vampire (1874) i diverses novel·les sobre la seva famosa Bretanya natal i el Mont Saint-Michel, com La Fée des Grèves (1850).
Tanmateix, la més gran reclamació de Féval a la fama, és com un dels pares de la novel·la negra moderna. A causa dels seus temes i personatges, la seva novel·la Jean Diable (1862) pot presumir de ser la primera novel·la moderna del món del gènere policíac. La seva obra mestra va ser Les Habits Noirs (1863-1875), una saga criminal que inclou onze novel·les.
Després de perdre la seva fortuna en un escàndol financer, Féval es va convertir en un cristià renascut, va deixar d'escriure novel·les de suspens i va començar a escriure novel·les religioses, deixant el relat dels Habits Noirs inacabat.